# N939 (België)
De N939 is een gewestweg in de Belgische provincies Henegouwen en Namen. Deze weg vormt de verbinding tussen Chimay en Vierves-sur-Viroin. 
De totale lengte van de N939 bedraagt ongeveer 27 kilometer.

## Plaatsen langs de N939
- Chimay
- Virelles
- Lompret
- Aublain
- Dailly
- Boussu-en-Fagne
- Géronsart
- Mariembourg
- Nismes

## N939b
De N939b is een verbindingsweg nabij Mariembourg. De route verbindt de N939 met de N5 in zuidelijke richting ter hoogte van Zoning Industriel. De totale lengte van de N939b bedraagt ongeveer 800 meter.